# Ronnie Montrose
Ronald Douglas Montrose (San Francisco, 29 november 1947 – Brisbane (Californië), 3 maart 2012) was een Amerikaanse rockgitarist die de bands Montrose (1973-1977 & 1987) en Gamma (1979-83 & 2000) leidde en ook sessies uitvoerde en deed met verschillende muzikanten, waaronder Van Morrison (1971–72), Herbie Hancock (1971), Beaver & Krause (1971), Boz Scaggs (1971), Edgar Winter (1972 & 1996), Gary Wright (1975), The Beau Brummels (1975), Dan Hartman (1976), Tony Williams (1978), The Neville Brothers (1987)), Marc Bonilla (1991 & 1993) en Sammy Hagar (1997). Het eerste Montrose-album werd vaak aangehaald als Amerika's antwoord op Led Zeppelin en Ronnie Montrose werd vaak een van de meest invloedrijke gitaristen in de Amerikaanse hardrock genoemd..

## Biografie
Montrose werd geboren in San Francisco, Californië. Toen hij een peuter was, verhuisden zijn ouders terug naar de geboortestaat van zijn moeder in Colorado (zijn vader kwam uit Bertrand (Nebraska) en zijn moeder kwam uit Golden (Colorado)). Hij bracht het grootste deel van zijn jongere jaren door in Denver, Colorado, totdat hij op ongeveer 16-jarige leeftijd wegliep om zijn muzikale carrière voort te zetten. Uiteindelijk bracht hij het grootste deel van zijn leven door in de San Francisco Bay Area.
In 1969 begon hij in de band Sawbuck met Mojo Collins (zang, gitaar), Starr Donaldson (gitaar, zang), Chuck Ruff (drums) en Bill Church (bas). Ze werden gecontracteerd door Fillmore Records, mede-eigendom van producent David Rubinson en promotor Bill Graham en toerde en opende voor grote acts. Eind 1970/begin 1971 namen ze hun eerste en enige album Sawbuck op. Gedurende deze tijd had Rubinson een auditie voor Montrose geregeld met Van Morrison, die onlangs van New York naar Californië was verhuisd en een nieuwe band nodig had om zijn volgende album Tupelo Honey op te nemen. Zowel Montrose als Church verlieten Sawbuck om zich bij Morrison aan te sluiten, maar beiden verschenen wel op twee nummers op het Sawbuck-album dat in 1972 werd uitgebracht. Montrose en Church speelden ook op het nummer Listen to the Lion, dat werd opgenomen tijdens de Tupelo Honey-sessies, maar werd uitgebracht op Morrisons volgende album Saint Dominic's Preview (1972).
Montrose speelde kort met Boz Scaggs, voordat hij in 1972 bij de Edgar Winter Group kwam en Montrose rekruteerde Chuck Ruff, wat in feite het einde betekende van de band Sawbuck. Voor Winters derde albumpublicatie They Only Come Out at Night (1972), met de hitsingles Frankenstein en Free Ride, speelde Montrose op de elektrische-, akoestische 12-snarige gitaar en mandoline. Montrose vormde zijn eigen band Montrose in 1973, met Sammy Hagar op zang. Die incarnatie van de band bracht de twee albums Montrose (1973) en Paper Money (1974) uit bij Warner Bros. Records, voordat Hagar vertrok om een solocarrière na te streven. Hoewel de liner notes voor de cd-editie van Paper Money vermelden dat Montrose werd gevraagd om leadgitaar te spelen voor Mott the Hoople, zegt Montrose dat dit nooit is gebeurd en slechts een gerucht was, toen hij de Edgar Winter Group verliet. Hij voegde ook zijn gitaarwerk toe aan Gary Wrights nummer Power of Love van het album The Dream Weaver uit 1975.
De gitarist bracht nog de twee Montrose-bandalbums Warner Bros. Presents Montrose! (1975) en Jump on It (1976) uit in rock/vocaal formaat (met toetsenist Jim Alcivar en zanger Bob James ter vervanging van Sammy Hagar). Hij veranderde van richting en bracht zijn volledig instrumentale debuut soloalbum Open Fire (1978) uit, voordat hij terugkeerde naar het rock/vocale formaat en Gamma formeerde in 1979, waarbij hij aanvankelijk drie albums onder die naam uitbracht met zanger Davey Pattison, op aanbeveling van de Schot James Dewar, bassist/zanger van Robin Trower. Jim Alcivar verscheen op zijn vierde Ronnie Montrose-project op rij en ook bassist Alan Fitzgerald keerde terug, net als drummer Skip Gillette. Gamma had meer een progressieve rockrand in vergelijking met de Montrose-band en produceerde aanvankelijk drie opeenvolgende albums. De ritmesectie werd vervangen door Montrose-drummer Denny Carmassi en bassist Glenn Letsch met Gamma 2. In Gamma 3 werd Alcivar vervangen door Mitchell Froom op keyboards. In 1983 speelde hij leadgitaar op het nummer (She Is a) Telepath van Paul Kantners album Planet Earth Rock and Roll Orchestra, hoewel hij geen lid was van de originele PERRO. In 1985 trad hij enkele maanden toe tot de band Rail uit Seattle (winnaars van MTV's eerste Basement Tapes-videowedstrijd). Hij was op zoek naar een nieuwe band en een van de gitaristen van Rail, Rick Knotts, was onlangs vertrokken. Voorgesteld als Rail featuring Montrose of Ronnie & Rail, speelden ze een arrangement halve Rail-favorieten en halve Montrose-nummers (Rock Candy, Rock the Nation, Matriarch en Gamma's versie van Thunderclap Newman's Something in the Air). Aan het einde van de tournee was er een vriendschappelijke splitsing.
Hij bleef opnemen tot in de jaren 1980 en 1990 en bracht soloalbums uit, waaronder The Speed of Sound (1988), Music from Here (1994) en Bearings (2000), evenals het Montrose-album Mean (1987) en een vierde Gamma album Gamma 4 (2000).
Montrose verscheen op Sammy Hagars soloalbum Marching to Mars (1997), samen met de oorspronkelijke Montrose-leden bassist Bill Church en drummer Denny Carmassi op het nummer Leaving the Warmth of the Womb. De oorspronkelijke bezetting van Montrose werd ook hervormd om als speciale gast op te treden op verschillende Sammy Hagar-concerten in de zomer van 2004 en 2005. Montrose trad ook regelmatig op van 2001 tot 2011 met een Montrose-bezetting met Keith St. John op zang en een wisselende bezetting van veteraan hardrockmuzikanten op bas en drums. In 2011 vormde Montrose de Ronnie Montrose Band met Randy Scoles op zang, Dan McNay op bas en Steve Brown op drums, met muziek uit zijn hele carrière, waaronder zowel Montrose- als Gamma-nummers. Deze bezetting werd vastgelegd in zijn laatste uitgebrachte werk, de concert-dvd Ronnie Montrose: Live at the Uptown. Tijdens zijn tournee in 2009 onthulde Montrose, dat hij de afgelopen twee jaar prostaatkanker had bevochten, maar dat hij weer gezond was. Hij bleef toeren tot zijn dood in 2012.

## Overlijden
Op 3 maart 2012 overleed Montrose op 64-jarige leeftijd aan een zelf toegebrachte schotwond. Oorspronkelijk werd aangenomen dat zijn dood het gevolg was van zijn prostaatkanker. Echter, het San Mateo County Coroner's Office bracht een rapport uit waarin werd bevestigd dat de gitarist zelfmoord had gepleegd. De toxicologie rapporteerde een bloedalcoholgehalte van 0,31 procent op het moment van overlijden. Begin 2012 verergerde de dood van zijn oom en van zijn buldog Lola, wat het tijdschrift Guitar Player een klinische depressie noemde, die hem plaagde sinds hij een peuter was. Montrose werd overleefd door zijn vrouw Leighsa, zijn twee kinderen Jesse en Kira en vijf kleinkinderen. Hij had ook twee broers, Rick en Mike.

## Discografie

### Soloalbums
- 1978: Open Fire
- 1986: Territory
- 1988: The Speed of Sound
- 1990: The Diva Station
- 1991: Mutatis Mutandis
- 1994: Music from Here
- 1996: Mr. Bones
- 1999: Roll Over and Play Live
- 1999: Bearings
- 2017: 10x10

### Met Montrose
- 1973: Montrose
- 1974: Paper Money
- 1975: Warner Brothers Presents Montrose!
- 1976: Jump on It
- 1987: Mean
- 2000: The Very Best of Montrose

### Met Gamma
- 1979: Gamma 1
- 1980: Gamma 2
- 1982: Gamma 3
- 1992: The Best of Gamma
- 2000: Gamma 4

### Sessiewerk
- 1971: Herbie Hancock – Mwandishi; Ostinato (Suite for Angela)
- 1971: Victoria (Domalgoski) – Victoria; Song About the Sun, We've Got Ways to Keep High met Herbie Hancock
- 1971: Beaver & Krause – Gandharva; Saga of the Blue Beaver
- 1971: Van Morrison – Tupelo Honey
- 1971: Van Morrison – The Philosopher's Stone; Ordinary People & Wonderful Remark [compilatie uitgebracht in 1999]
- 1971: Kendall Kardt – Buddy Bolden (niet uitgebrachte solo lp 1971) Buddy Bolden & "Black Train"  met Jerry Garcia
- 1971: Boz Scaggs – Unreleased Muscle Shoals tapes
- 1972: Sawbuck – Sawbuck; Believe en Lovin' Man
- 1972: Van Morrison – Saint Dominic's Preview; Listen to the Lion - opgenomen in 1971 tijdens de Tupelo Honey sessions
- 1972: Edgar Winter Group – They Only Come Out at Night
- 1973: Kathi McDonald – Insane Asylum; (Love Is Like a) Heat Wave, Heartbreak Hotel en If You Need Me
- 1975: Gary Wright – The Dream Weaver; Power of Love
- 1975: The Beau Brummels – The Beau Brummels; Down to the Bottom
- 1976: Dan Hartman – Images; The Party's in the Back Room en High Sign
- 1976: Hoodoo Rhythm Devils – Safe in Their Homes; Safe in Their Homes en Teach Your Daughter
- 1978: Tony Williams – The Joy of Flying; Open Fire
- 1979: Nicolette Larson – In the Nick of Time; Just in the Nick of Time
- 1979: Lauren Wood – Lauren Wood; Dirty Work (Steely Dan cover)
- 1979: Earth Quake – Ten Years in a Padded Cell; Trouble
- 1980: Jamie Sheriff – No Heroes; Soldier
- 1983: Paul Kantner – Planet Earth Rock and Roll Orchestra; (She Is a) Telepath
- 1987: The Neville Brothers – Uptown; Whatever It Takes
- 1988: Various Artists – I.R.S. No Speak; Blood Alley 152
- 1989: Heist – High Heel Heaven; She Needs Love, "Tighter
- 1991: Various Artists – Born to Ski; soundtrack Born to Ski
- 1991: Marc Bonilla – EE Ticket; Razorback
- 1993: Marc Bonilla – American Matador; I Am the Walrus (instrumentale cover)
- 1995: Anti-M – Positively Negative; Security, Television, Lonely en Iniki
- 1996: Glenn Hughes – Addiction; Justified Man
- 1996: Edgar Winter – The Real Deal; Eye of the Storm
- 1996: Kevin Crider [dode link] – Signatures, Stratovision
- 1997: Sammy Hagar – Marching to Mars; Leaving the Warmth of the Womb
- 1998: CJ Hutchins – Out of These Hands; Cannonball (basgitaar), Cross-Leg, Rock Me to Sleep, Out of These Hands, What Went Wrong (basgitaar) en Circus Song
- 1999: David Culiner – Implode; Human Shield
- 1999: Jerry Jennings – Shortcut to the Center; [uitgebracht in 2005] Observation (akoestisch), One Blue Lady (lead)
- 2005: Bruce Turgon – Outside Looking in; Outside Looking in
- 2002: Various Artists – The Songs of Pink Floyd & Back Against the Wall; Another Brick in the Wall (Pt. 2)
- 2005: Various Artists – Secondhand Smoke – A Tribute to Frank Marino; Try for Freedom

### Productie
- 1984: Mitchell Froom – Key of Cool
- 1985: Jeff Berlin / Vox Humana – Champion achtergrondzang
- 1987: Wrath – Nothing to Fear
- 1987: Heathen – Breaking the Silence
- 1998: CJ Hutchins – Out of These Hands gitaar, basgitaar
- 1999: Jerry Jennings – Shortcut to the Center (uitgebracht in 2005]
- 2005: Y&T – Unearthed, Vol. 2 componist

- Biblioteca Nacional de España: XX1543881
- Bibliothèque nationale de France: cb139892235 (data)
- Gemeinsame Normdatei: 134602463
- International Standard Name Identifier: 0000 0000 5937 565X
- Library of Congress Control Number: no98048169
- MusicBrainz: 57db1819-a8e7-4c72-8168-a7ed6410107d
- Nationale Bibliotheek van Tsjechië: xx0180237
- Virtual International Authority File: 48842436
- WorldCat: E39PBJpv4X6YPRvjrw9gGcXGHC